# Туссенель, Альфонс
Альфонс Туссенель (17 марта 1803, Монтрей-Белле — 30 апреля 1885, Париж) — французский натуралист, журналист и писатель, горячий сторонник идей Шарля Фурье.

## Биография
Альфонс Туссенель родился 17 марта 1803 года в Монтрей-Белле.
Основал в Париже журнал «Démocratie pacifique». После февральской революции принял участие в так называемой Люксембургской комиссии и издавал газету «Travail affranchi», где публиковал статьи, в которых использовал изучение естественной истории в качестве средства пропаганды своих политических и философских идей. Был известен своими англофобскими и антисемитскими взглядами. В частности, в одной из своих работ, Les Juifs, rois de l'époque : histoire de la féodalité financière, подверг острой критике деятельность семьи Ротшильдов. Считается «отцом» современного антисемитизма.
Написал: «Les juifs rois de l’époque, histoire de la féodalité financière» (1844); «L’esprit des bêtes, vénerie française et zoologie passionnelle» (1847); «Travail et fainéantise» (1849); «Programme démocratique» (1849); «Monde des oiseaux, ornithologie passionnelle» (1852); «Tristia, histoire des misères et des fléaux de la chasse en France» (1863).
Альфонс Туссенель умер 30 апреля 1885 года в городе Париже и был похоронен на кладбище Пер-Лашез.